# لطفي دوغان
لطفي دوغان (بالتركية: Lütfi Doğan)‏‏ (1930 في كلكيت ‏ - ) هو عالمٌ مسلمٌ تُركي. درس في كلية العلوم الدينية في جامعة أنقرة. تولى رئاسة منظمة الشؤون الدينية التركية في الفترة ما بين 15 يناير 1968 حتى 25 أغسطس 1972، خلفًا لعلي رضا خاقصاص، وتولى بعده لطفي دوغان (مواليد 1927).